# هندرسون جيل
هندرسون جيل (بالإنجليزية: Henderson Gill)‏ هو لاعب دوري الرغبي أسترالي، ولد في 16 يناير 1961 في هدرسفيلد في المملكة المتحدة.